# Svetozar Brkić
Svetozar Brkić (14. mart 1916 — 18. novembar 1993) bio je srpski pesnik, pripovedač, esejist, prevodilac i profesor. Rođen je u Obrovcu na Zrmanji. Gimnaziju je završio u Beogradu u 4. muškoj gimnaziji, a anglistiku u Beogradu i Bristolu. Kao srednjoškolski profesor radio je u Čačku, Splitu i Beogradu, i na univerzitetima u Beogradu, Novom Sadu i Skoplju.

## Biografija
Svetozar Brkić (14. mart 1916) rođen je u Obrovcu , tada pod Italijom. Otac Steva, trgovac, i majka Milica (rođ. Kovačević) kojima je on bio peto dete, su po predačkom predanju u 15. veku izbegli sa Kosova. Uticajem susreta dvaju kultura (italijanske i slovenske) i dvaju vera, Sveta dolazi u dodir, pored srpske epike, sa stihovima Dantea, Leopardija, Puškina i Ljermontova.
Sa 12 godina, posle bankrotstva oca, dolazi u Beograd gde maturira 1934. godine u 4. muškoj gimnaziji. Profesori su mu bili, između ostalih, Momčilo Nastasijević, Miloš Crnjanski i D. Matić.
Na beogradskom Filozofskom fakultetu studira anglistiku. U toku studija, kao stipendista, boravi na Univerzitetu u Bristolu gde, pored predavanja engleske književnosti, pohađa kurseve iz istorije umetnosti i muzike i studira slikarstvo na tamošnjoj akademiji.
Po diplomiranju 1939. godine biva raspoređen u Čačansku gimnaziju gde predaje italijanski jezik.
Posle kapitulacije je otpušten zbog brata Dušana koji je bio komunista. Pred opasnošću od hapšenja, kao trećezonac, prebegava u tada italijanski Split. U tamošnjoj gimnaziji predaje latinski do trenutka kad odbija da položi zakletvu italijanskom kralju, 1942. godine.
Odlazi u partizane (1943) i zbog znanja stranih jezika biva priljučen vrhovnom štabu kao prevodilac. U istom svojstvu prisustvuje Mirovnoj konferenciji u Parizu (1946).
Posle rata posvećuje se profesorskom pozivu, predaje engleski jezik i knjževnost. Njegovu profesionalnu karijeru pratila je senka njegovog brata, Dušana, koji je ušao u sukob sa Vladimirom Bakarićem „zbog zapostavljanja Srba u Hrvatskoj“ i javnog istupanja protiv otkupa i koji je  „poslat na Goli otok kao imformbirovac“. Biva pod prismotrom, otpušten i osujećen u napredovanju.
Do otpuštanja (1953) radi na beogradskom Filozofskom fakultetu. Potom je dve godine profesor u 2. muškoj gimnaziji. Na poziv odlazi na novo osnovanu katedru u Novom Sadu gde predaje angloameričku književnost. Posle osporenog izbora u više zvanje prelazi u Beograd na Višu pedagošku školu (1963), a po ukidanju katedre za engleski zapošljava se na Fakultetu u Skoplju gde je i penzionisan 1981. godine.
Pored pedagoškog rada piše, prevodi, drži javna predavanja i sarađuje sa dramskim programom radio Beograda. Urednik je Letopisa Matice srpske (1961—1965).
Preko pedeset godina životna saputnica i saradnica bila mu je Zdenka (rođena Boić), germanista, prevodilac i profesor. Njihova ćerka je dr. Lasta, udata Đapović, etnolog-antropolaog.
Skrhan događanjima devedesetih godina i stradanjima ljudi rodnog kraja, umire u Beogradu 18. novembra 1993. godine. 

## Dela
Poetski svet Brkića je „lirsko-metafizičkog usmerenja stvaran u krilu srpskog modernizma“ donekle oslonjenog na Nastasijevića, ali sopstvenog, originalnog izraza. Prebirući po dubinskim slojevima jezika, istorije i sopstvenih osećanja, u težnji da što preciznije „izrazi suštinu svog doživljaja“, njegove pesme bivaju hermetične, teške pri prvom čitanju“. Negujući kult individualizma „pisao je govoreći iz sebe i kazujući sebe“, svoja osećanja osamljenosti, duboke religioznosti, ali i ushićenja lepotom.
Pripovetke koje je napisao, nastajale su u različitim vremenima. U njma se on bavi, umetnički i moderno, „temama koje nisu česte u našoj književnost“ i oslikava jedan „samosvojan uvid u svet“. Njegova „veština pripovedanja jeste jedan kvalitet po sebi“. Osmišljenim izborom detalja „precizno upućuje na motivaciju postupaka svojih junaka“. S. Brkić „dobro vlada fantastikom i vešto u svoju prozu unosi satirične žaoke“. Trudi se da razume i opiše „čoveka XX veka raspetog između instinkta i razuma, između bića i društva, prolaznosti i istorije“.
U svojim esejima se bavio srpskom i angloameričkom knjževnošću, komparatistikom, kao i raznovrsnim temama iz više oblasti. Ukorenjen u sopstvenoj kulturi i jeziku bio je otvoren i za stvaralaštvo duha u kulturama vremenski i prostorno veoma udaljenim. On stvaraoce i njihova dela – s jedne strane smešta u društveno-istorijski kontekst a – s druge strane ukazuje na bezvremenu „vrednost lepote misli i duhovnosti kao nečeg univerzalnog“, prevashodno iskazanog rečju ali i likovnošću i muzikom. „Originalnost i inventivnost Brkićevih viđenja, lišenih polemičnosti, unele su kvalitet, svežinu i duhovne ozarenosti u srpsku eseistiku.“
Inspiraciju za svoje pesme, pripovetke i eseje, pored literature, Brkić je nalazio u druženju sa intelektualciima, umetnicima, raznovrsnim  naučnicima  i običnim ljudima. Prijateljevao je sa knjževnicima Vladetom Jerotićem, Radomirom Prodanovićem, Miodragom Pavlovićem, Vaskom Popom, Vidom Marković,  kompozitorima Josipom Kalčićem, Ljubicom Marić kao i sa skulptorima i slikarima Olgom Jevrić, Milanom Stanisavljevićem, Ljubom Rajčevićem, Leonidom Šejkom i drugima.
Veliki značaj za srpsku kulturu imao je Brkićev integralni prevod drevnih kineskih filozofa, uz uvod i komentare, “Konfučije Laoce i Čuangce – izabranni spisi”. Prevod je nastao posle dugogodišnjih upoređivanja prevoda na raznoevropske jezike i proučavanja ideograma. Izbor spisa je sačinjen sa namerom da “sadrži ono što je bitno za ulaženje u kinesku misao i za ulaženje u način njihovog mišlenja”. Izlaženje ove knjige u Beogradu 1964. god. ne samo da je probudilo interes za istočnjačku filozofiju već je podstaklo i stručno proučavanje kineske kulture i jezika.
U saradnji sa Miodragom Pavlovićem S. Brkić je priredio “Antologiju savremene engleske poezije” (1954), period 1900-1950, da bi kasnije, 1975, obuhvatila i pesništvo do 1973. god. U obimnom  predgovoru – studiji (110 str.) Brkić je ukazao na “nove struje u engleskoj poeziji odražene u jeziku i strukturi pesama”. Nadahnuto je analizirao  svakog pesnika ponaosob sagledavajući sličnosti i razlike među njima.
Veliki prevodilački opus S. Brkića tadašnjih najznačajnijih romanopisaca kao što su  Fokner, Hemingvej, H.Džejms kao i pesnika Jejts, D. Tomas, T.S- Eliot i dr. pružila je srpskoj javnosti uvid u  savremena angloamerička književna kretanja.
Pored književnog, prevodilačkog i pedagoškog rada S. Brkić je učestvovao na naučnim skupovima. Održao je niz javnih predavanja kako na knjževnim tribinama, tako i na  radiju i televiziji.

### Zbirke pesama
- Iskušenje svetlosti[3] (Beograd 1971) i
- Pod vizantijskim nebom[4] (Novi Sad 1994).

Sa engleskog je prevodio poeziju Šekspira, V. B. Jejtsa, T. S. Eliota, E. Sitvel, R. Grejvsa, V. H. Odna, S. Spendera, L. Meknisa , D. Gaskojna, Dž. Barkera, D. Tomasa i drugih. Sa Miodragom Pavlovićem priredio je Antologiju savremene engleske poezije 1900-1950 (u drugom izdanju dopunjenu i proširenu do 1973), za koju je napisao iscrpan predgovor. Od prozaista je prevodio H. Džejmsa, Foknera, Hemingveja, L. Hjuza i druge; više dramatičara, među kojima Jejtsa, Eliota i Beketa; eseistiku Eliota, H. Rida, A. Strindberga, R. Tagore, Laoceove, Konfučijeve i Čuanceove spise itd. Sa italijanskog je preveo Danteov Novi život i više Mikelanđelovih soneta, a sa novogrčkog pesme K. Kavafisa, Seferisa i O. Elitisa. Uz ove prevode objavio je i više radova o pojedinim piscima i njihovom delu, a u rukopisu ostavio više prevedenih komada iz savremene dramske knjževnosti, izvođenih na radiju.

### Zbirke pripovedaka
- I nad klicom taban [5](Beograd 1974) i
- Odsutnost [6](Beograd 2000).

### Knjige eseja:
- Srpskohrvatsko – engleski rečnik (sa B. Momčilovićem), BIGZ, Beograd 1980,1990,1993,1995,2001.
- O jednom prevodu Laze Kostića i oko njega, Letopis Matice srpske /dalje MS/ avg-sept. 1960, N. Sad, s.134-154
- Naš humor i naši o humoru, u „Urnebesniku Vaska Pope“, Delo dec. 1960, Beograd, s.1353-1364
- Sećanje na Siba Milinčića, „Reči na delu“, Zbornik 76 pisaca od 1941-1961, (priredio Ž. Stojković) III tom, Savez književnika Jugoslavije, Beograd 1961. s.885-888 i Radomir Prodanović, isto s.1021-1023
- Vilijem Fokner 1897-1962,  Letopis MS avg-sept. 1962, N. Sad, s 231-238
- Stojan Trumić - članak za katalog izložbe – 1964.
- Oko 80 odrednica za „Malu enciklopediju Prosvete“ (Književnost afričkih naroda na engleskom jeziku) Prosveta, Beograd 1964.
- Stiven Stepančev i njegova pesnička sredina, Letopis MS sept. 1972, N.Sad, s.247-254
- Put ka Milanu (o naivnom skulptoru Milanu Stanisavljeviću), Letopis MS jul-avg. !975, N.Sad, s.30-46
- Reske i duboko potresne pesme, Politika 12. jan. 1978, Beograd
- Oko jednog mogućeg načina prevođenja Miltonovog „Izgubljenog raja“ na srpskohrvatski, Zbornik radova IV beogradskih prevodilačkih susreta 1978, Beograd 1980, s.95-102
- Uz slike Stanka Novaka (članak za katalog) 29. 9,1982, s.1-4
- Romani Sinklera Lujsa u izdanju predratnog Nolita, Anali Filološkog fakulteta, knj. 15, Beograd 1983, s. 25-33
- Dragiša Stanisavljević, (katalog) Etnografski muzej, Beograd 1991, s.1-3
- Vasko Popa, tekst za londonski Independent Akumen Magazine, 1991.
- Slika suštastva, Istočnik, proleće 1992. Beograd, s.49-53; isto u Gradina 7,8,9, 1993, s.18-21
- Nešto o ispovednoj poeziji s posebnim osvrtom na pesme Blaže Koneskog, Godišten zbornik Filološkog fakulteta, Skopje 1994.
- Svetla lovina[7] (Beograd 1972),
- Makedonski temi i drugi esei (Skopje 1989) i
- Osvetljeni sprudovi[8] (Novi Sad 1994).

### Predgovori / pogovori
- Elizabet Bauen, pogovor u: E. Bauen „Smrt srca“, Bratstvo-jedinstvo, N.Sad 1952, s.311-317
- Erskin Kaldvel, pogovor u: E. Kaldvel „Neredi u julu“, Bratstvo-jedinstvo, N.Sad 1952, s.194-198
- O poeziji američkih crnaca, pogovor u: „ Iz savremene poezije američkih crnaca“ (izbor i prevod D.Andrić), Novo pokoljenje, Beograd 1953, s.145-149
- Predgovor u: „Engleska renesansna tragedija“, Nolit, Beograd 1959,  s.5-27
- Pogovor u: Henri Džejms „Vašington skver“, Rad, Beograd 1968, s.202-203
- Predgovor u: Ernest Hemingvej „Sunce se ponovo rađa“, MS, N. Sad 1977, s.7-20

### Emitovano na  Radio televiziji Beograd
- Šekspir naš savremenik – modreni elementi kod Šekspira, III program radija, maj-jun 1964.
- Stvaraoci novog u prozi (o Jejtsu, Džojsu, Hjuzu i dr.), III program radija, 1966.
- Dramski stvaraoci o drami, III program radija, jesen 1967.
- Šekspir kao pisac komedija
- Događaji što zaslužuju u anale zapisani biti, o 400-godišnjci Šekspirovog rođenja, 1964.
- Ričard Hjuz Lisica u potkrovlju – problemi zločina, i prevod dva poglavlja, 1967

### Prevodi proznih i poetskih dela na srpski
PROZA
- L. Hjuz „Takvi su beli ljudi“ (i predgovor s.5-8) Rad, Beograd 1951, s.1-154
- E. Hemingvej „Za kim zvono zvoni“, Bratstvo-jedinstvo, N.Sad 1952, s.1-459; više izdanja
- V. Fokner „Uljez u prašinu“, Novo pokoljenje, Beograd 1953, s.23-234; Svjetlost, Sarajevo 1962
- T.S.Eliot „Poezija i drama“, Vidici br. 5 i 6, Beograd 1953; Pozorište VII, Tuzla 1965, s.1-8
- H.Rid „Pesničko iskustvo“, Vidici br. 11, Beograd 1953, s.2-6
- T.S. Eliot „Tradicija i individualni talenat“, Književnost br. 9, Beograd 1956, s.222-228
- H. Rid „Ličnost pesnika“, Književnost br.4, Beograd 1957.
- H. Rid „O prirodi poezije i prirodi kritike“, (i pogovor 182-192) Nolit, Beograd 1959, s.1-180
- F. Vorn „Pohakontas“, Kosmos, Beograd 1958, s.7-134
- H. Spring „Odbegli ljubavnici“ I-II, Bratstvo-jedinstvo, N.Sad 1960, s.1-627
- K. B. Šipen „Vikinzi“, Kosmos, Beograd 1960, s.7-198
- R. Tagora „Eseji“ (i izbor), Nolit, Beograd 1961, s.5-181
- V. Fokner „Nepobeđeni“, Rad, Beograd 1961, s.19-206
- H. Džejms „Srednje godine“ i „Slomljena krila“ u H.Dž. „Pripovetke“ , Prosveta 1962, s.131-156 i 203-226
- D.Tomas „Pod mlečnom šumom“, Nolit, Beograd 1964, s.1-110; i emitovano u dramskom programu
- Radio Beograd
- „Antologija engleske proze od početaka do naših dana“ (sa saradnicima: Z. Pejić, Z. Petković, N. Vuković) s predgovorom i jezičkim objašnjenjima, BIGZ 1971
- Konfučije „Veliko učenje“ (i predgovor i uvod za svako poglavlje sa beleškama), BIGZ, Beograd 1984, s.1-195

POEZIJA
- K. Sendberg, 4 pesme u: Književni Jadran, Beograd 1953; i 1 pesma u: Zmaj, Beograd 1954.
- Antologija savremane engleske poezije 1900-1953 i dopunjeno izdanje: 1900-1973, priredili
- S. Brkić i M. Pavlović, Nolit 1975 ( S. Brkić predgovor s.7-110 i prepevi pesama: V.B. Jejts, E. Sitvel, T.S. Eliot, R.Grejvs, L. Mekins, V.H. Odn, S.Spender, D. Tomas, D. Gaskojn, T. Hjuz)
- T.S. Eliot „Četiri kvarteta“, Prosveta, Beograd 1966; kao drama emitovano na RTB
- „Laoce, Konfučije, Čuangce – izabrani spisi“ (opšti uvod i izbor), Prosveta Beograd 1964,1983,2oo6,2o17.
- V. Šekspir:  „11 soneta“ ( 25, 27, 28, 29, 30, 32, 71, 91, 98, 142), Letopis MS nov. 1964, N. Sad
- K. Kavafi: „Očekujući varvare“, „Opasne stvari“, Che fece...il gran rifiuto“, „U Sparti“ „Iz škole veoma poznatog filozofa“, - prevod sa novogrčkog - Letopis MS, febr. 1964, s.118-121, N.Sad
- G. Seferis: „Haiku I-VIII“, „Junski dani 1941“, „Postskriptum“ „Starac na obali reke“, „Stratis mornar među agapantusima“, Ibid, s.121-126
- O. Elitis: „Lepota i nepismeni“, „ludog nara džbun“, Ibid, s.127-129
- K. Miladinov: „Tuga za jugom“, Knjževne novine, 26. jul 1980, Beograd, s.12
- Dante Alijegeri, „Novi život“, -prevod sa italijanskog - (i  predgovor „Nešto o Danteu i njegovoj  „Knjižici“    Novi život“ s.9-22) Svetovi, N. Sad 1992, s. 25-100
- Mikelanđelo Buonaroti: 10 soneta („Duša smušena“, „Smrtan kad vide“, „Izvesna smrt je“,  „Ono što smrtan“, „O njemu je teško izreć“, „Put mog života“, „Ako višnja milost“, „Ni najbolji umetnik“, „O, da Te na svakom mestu“, „Mada mi često“, „Bože ovog leša ..“, „Dok me žalosti“)  – prevod sa italijanskog – Istočnok proleće 1994, Beograd, s.104-112
- Emitovano na RTB
- Džon Vajting,  „Pesma za groš“, drama,  i III program 1964, 1-86
- S. Beket, „Reči i muzika“, drama, 1965.
- V.B. Jejts, „Senovite vode“, drama, 30. 12. 1965.
- August Strinberg, „Predgovor gospođici Juliji“, drama, 1967.
- T.S. Eliot, „Ubistvo u katedrali“ drama, 1967.
- T.S.Jejts, „Osećanje mnoštva“, drama, 1967.
- E. Jonesko,“Polazna tačka“, 1967.
- Šon O’Kejzi, „Dramski kredo“, 1967.
- Sudži Tarajana,  „Kometa ikeja“, 1967.

OSTALO
- Boško Desnica, „Istorija kotarskih uskoka“ I -II, Naučna knjiga, Beograd 1950, 1952.
- Redakcija, indeks imena i stvari Svetozar i Zdenka Brkić
- Radomir Prodanović, „Glas“, SKZ, Beograd 1962, s.5-172
- Iz rukopisne zaostavštine pripremili Svetozar i Zdenka Brkić; Izbor i uvodnici: M. Pavlović (5—25) i
- S. Brkić (26—35)
- Sinopsis za operu „Na beskrajnoj traci vremena“ kompozitora Josipa Kalčića, 20. 10. 1966.
- Scenario za balet „Igrač opčinjač“ kompozitora Josipa Kalčića

## Literatura
- Poezija, časopis za poeziju i teoriju poezije, 55-56/2011, Osnivač i urednik Milutin Petrović, saradnik Borislav Radović, str. 38
- Ana Živković, Svetozar Brkić kao književnik i književni istoričar, magistarski rad (u rukopisu).
- Vladimir Stanić, „Svetlost i sjaj jezika“, Letopis Matice srpske /dalje MS/ jan. 1972, Novi Sad
- Vasa Pavković, povodom „Pod vizantijskim nebom“ , Politika 27. maj 1995.
- Srba Mitrović, „Spomen na Svetozara Brkića“, Sveske jun 1995, Pančevo s. 113-117''
- Predrag Protić, „Svetozar Brkić kao pripovedač“ Letopis MS jan. 1975.
- Vasa Pavković, Moderni realista, u predgovoru za knjigu S. Brkića „Odsutnost“, Gutenberg. S.va galaksija, Beograd 2000, str. 5-8
- Gojko Božović, na promociji knjige „Odsutnost“ u Kolarčevoj zadužbini, 20. mart 2001.
- Zdenka Brkić, „S nežnošcu i strepnjom“ Letopis MS nov.2001. s.700-704
- Predrag Protić, „Analitička kritika Svetozara Brkića“, Književnost god.28, knj.57, sv.7, Beograd 1973.
- Milan Đurčinov, „Iz drugog ugla“, Odjek god. 48, br.9, Sarajevo 1991.
- Mirko Magarašević, „Saosećajna eseistička emanacija“ u: svetlosti književnosti, Idea, Beograd 1991.
- Slavko Gordić, „Svetli tragovi eseja“, Letopis MS maj 1995. N.Sad
- Vladeta Jerotić, Svetozar Brkić i Džojsov Ulis u nama“, Dometi jesen-zima 1995. Sombor
- Slavko Gordić, „Svetozar Brkić: rasponi eseističke inspiracije“, u: Profili i situacije – O srpskoj knjževnoj misli XX veka, Filip Višnjć, Beograd 2004. str. 138-144
- Ustanova jugoslovenski bibliografsko-informacijski institut „YUBIN“ sa p.o.